# 王志良 (乒乓球运动员)
王志良（1941年—2020年9月15日），男，河北徐水人，中国乒乓球运动员和教练。

## 生平
王志良在1963年世界乒乓球锦标赛上和张燮林搭档获得了男子双打金牌，成为第一个在世锦赛中夺得男双金牌的中国组合。1964年加入中国共产党。